# 萬世德
萬世德（1547年—1602年），字伯脩，號丘澤，晚年改號震澤，山西偏頭關守禦千戶所（关城在今山西省忻州市偏关县）人，官籍，明朝政治人物。

## 生平
隆慶四年（1570年）庚午科山西鄉試第十四名舉人。隆慶五年（1571年）中式辛未科會試第三百七名，三甲第一百八十八名進士。刑部觀政，授南阳县知县，丁憂歸。萬曆三年（1575年）起補元城县，丁憂，九年复除宝坻知县，十年行取，授兵部主事。万历十四年（1586年）正月，以举边才，由兵部职方司署员外郎事主事升为陕西西宁兵备佥事。十六年因甘肃海虏入寇，被问责革任。十七年降用，補通州知州，以荐举復任山东按察司辽东兵备佥事，仍监陜西幕府军事。二十年以军功升山西懷隆兵备副使，二十一年十二月升陕西右参政，再进左参政，仍留任懷隆兵备，二十三年加按察使銜，二十五年加升山东右布政使兼副使、照旧管事。不久山东道御史宗濬以朝鲜危在旦夕，举荐万世德为天津巡抚。二十六年六月代楊鎬經理朝鲜，加一品服。二十七年九月以东征功，加右副都御史，蔭一子入监读书。二十九年二月奉命回国，改任左副都御史协理院事，五月升兵部右侍郎、兼右佥都御史、总督蓟辽保定等处。三十年九月三年考满，升都察院右都御史兼兵部右侍郎，仍旧总督，不久病卒，年五十六。

## 家族
曾祖萬禎，正千戶；祖父萬億，指揮僉事；父萬岩，字民瞻，號東丘，枣强縣丞，年六十九，中风卒。母陳氏；前母楊氏。具庆下。兄世勳。弟世輔、世明。娶于杨，封夫人。子四：长化孚，山西河曲参将，娶苏，继娶沈。次邦孚，锦衣卫副千户，娶丘。次有孚，官生，娶孙。次国孚，所庠生，聘宋。
庠生万钺妻孙氏，大司马万世徳孙妇也。年十九夫故，守节四十年，姜瓖变，殉难焚死。